# Kultúraközi kommunikáció
A kultúraközi kommunikáció (olykor kultúrközi kommunikáció) vagy interkulturális kommunikáció azt tekinti, hogy más típusú emberek eltérő kulturális háttérrel hogyan próbálnak érintkezni egymással. A kultúrközi kommunikáció megkísérel összehozni olyan területeket, mint a nyelvészet, a kulturális antropológia, pszichológia és kommunikáció. A célja, hogy megkönnyítse és irányelvekkel segítse az országok és régiók kultúrái közti megértést.
Például az Egyesült Államok polgára számára az öltözködés és formalitások gyakran másodrendűek. Ha azonban például mexikói vagy japán emberekkel találkozik, fontos tudnia, hogy ezek az otthonitól gyökeresen különböző elvárásokat fognak támasztani. A kínos helyzetek elkerülésében kulcsszerepet játszik, hogy a két fél megfelelően tudja értelmezni a másik szokásait.
A kultúrközi kommunikáció alapvető elméletei a kulturális különbségek tanulmányozásán alapulnak és főként a menedzsment- és marketingszférában használják ezeket.

## Nevek a kultúrközi kommunikációelméletben
- Geert Hofstede
- Harry C. Triandis
- Fons Trompenaars
- Shalom Schwartz
- Charles Hampden-Turner
- Marieke de Mooij
- Stephan Dahl
- Edward Hall
- Clyde Kluckhohn
- Hidasi Judit

## Lásd még
- Artemisszió Alapítvány

## Szakirodalom
- Földes Csaba: "Interkulturális kommunikáció": koncepciók, módszerek, kérdõjelek. In: Fordítástudomány 9 (2007) 1. p. 14–39.
- Hidasi Judit: Interkulturális kommunikáció. Budapest: Scolar 2004.
- Niedermüller Péter: A kultúraközi kommunikációról. In: Béres István/Horányi Özséb (szerk.): Társadalmi kommunikáció. Budapest: Osiris 1999. p. 96–111.
- Malota Erzsébet: Kultúrafogalmak és modellek (1. fejezet), Kulturális sokk és adaptáció (2. fejezet), in:  Malota, Mitev (2013) Kultúrák találkozása, nemzetközi kommunikáció, kultúrsokk, sztereotípiák, Budapest, Alinea
- Malota Erzsébet: Kulturális környezet (5. fejezet), Nemzetközi üzleti gyakorlat, üzleti szokások (6. fejezet) in Rekettye, Tóth, Malota (2015) Nemzetközi Marketing, Budapest, Akadémia kiadó

## Külső hivatkozások
- az Interkulturális Kommunikációs Intézet honlapja (angol), http://www.intercultural.org
- https://web.archive.org/web/20070123002513/http://www.nyi.bme.hu/ford/int_kult_sarvari.pdf
- Dahl, Stephan Overview of Intercultural Research (Middlesex University Business School, London) – http://papers.ssrn.com/abstract=658202 (angol)
- Interkulturális nyelvészeti doktori program, http://german.uni-pannon.hu/index.php?option=com_content&task=view&id=80&Itemid=1&lang=hu
- Mi az "interkulturális kommunikáció"?, http://www.foeldes.eu/sites/default/files/Interkulturalis_kommunikacio.pdf